# Ectenessa decorata
Ectenessa decorata là một loài bọ cánh cứng trong họ Cerambycidae.